# 沈府君阙
沈府君阙位於四川省达州市渠县土溪镇汉亭村。是渠县汉阙中唯一雙闕均存的，但子闕均已損壞。兩闕相距21.9、寬1.10、厚0.76米。闕身正中刻隸書銘文一行。上端浮雕朱雀，下端浮雕饕餮。東闕內側刻青龍，西闕內側刻白虎。崔豹《古今注》云：『蒼龍闕畫蒼龍，白虎闕畫白虎』，古代闕多以青龍白虎朱雀玄武四靈象徵四方。兩闕外側石紋粗糙，無雕飾，可證原有子闕。東闕正面銘文為：「漢謁者北屯司馬左都侯沈府君神道」。西闕銘文為：「漢新豐令交趾都尉沈府君神道」。沈君其人已不可考。此闕的形制和風格與馮煥闕有不少共同之處。可能略晚於馮煥闕，為安帝延光年間所建。
1956年8月16日公佈為四川省第一批歷史及革命文物保護單位。1961年3月4日列為第一批全國重點文物保護單位。1980年7月7日重新公佈為四川省第一批文物保護單位。

## 图片

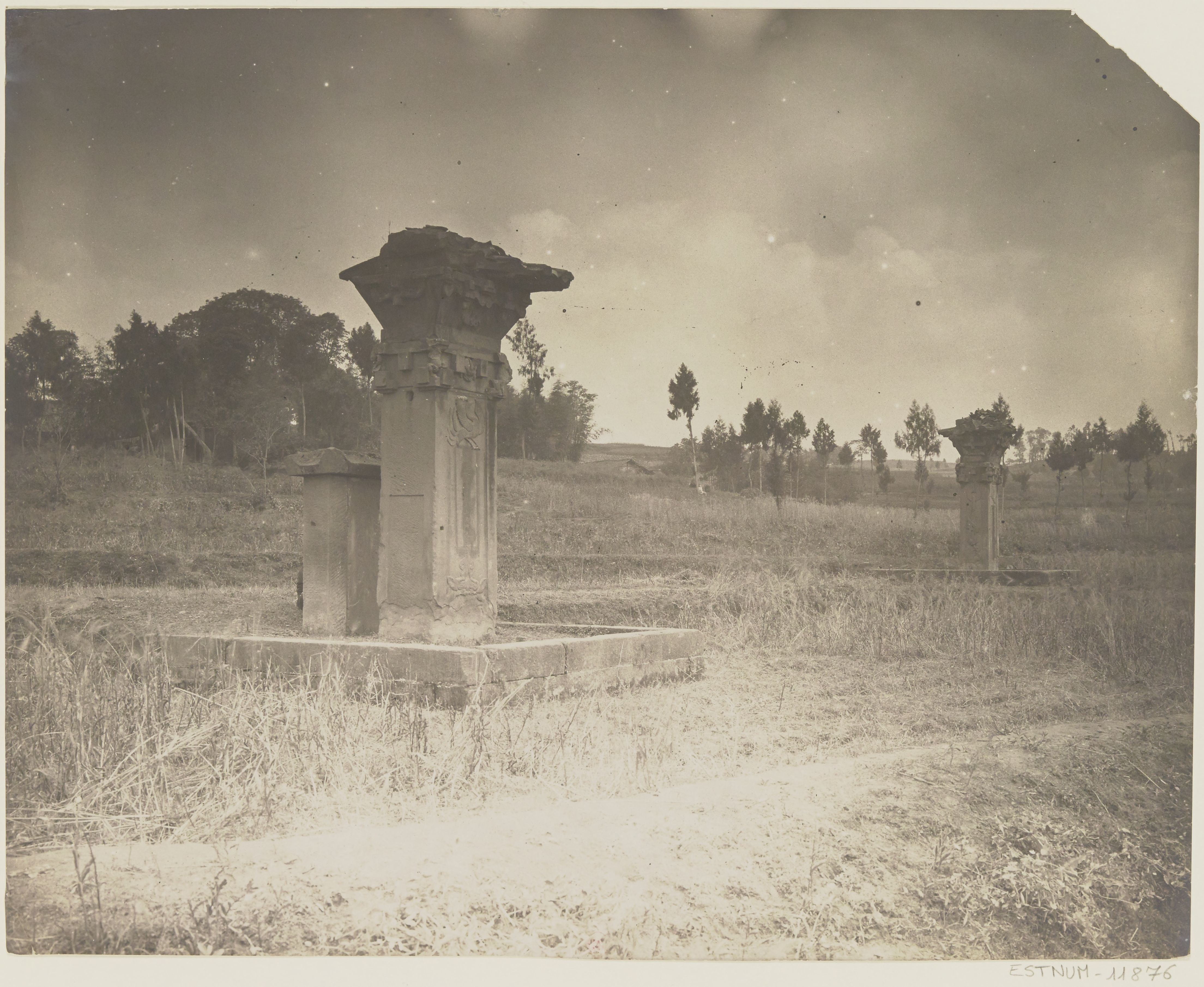
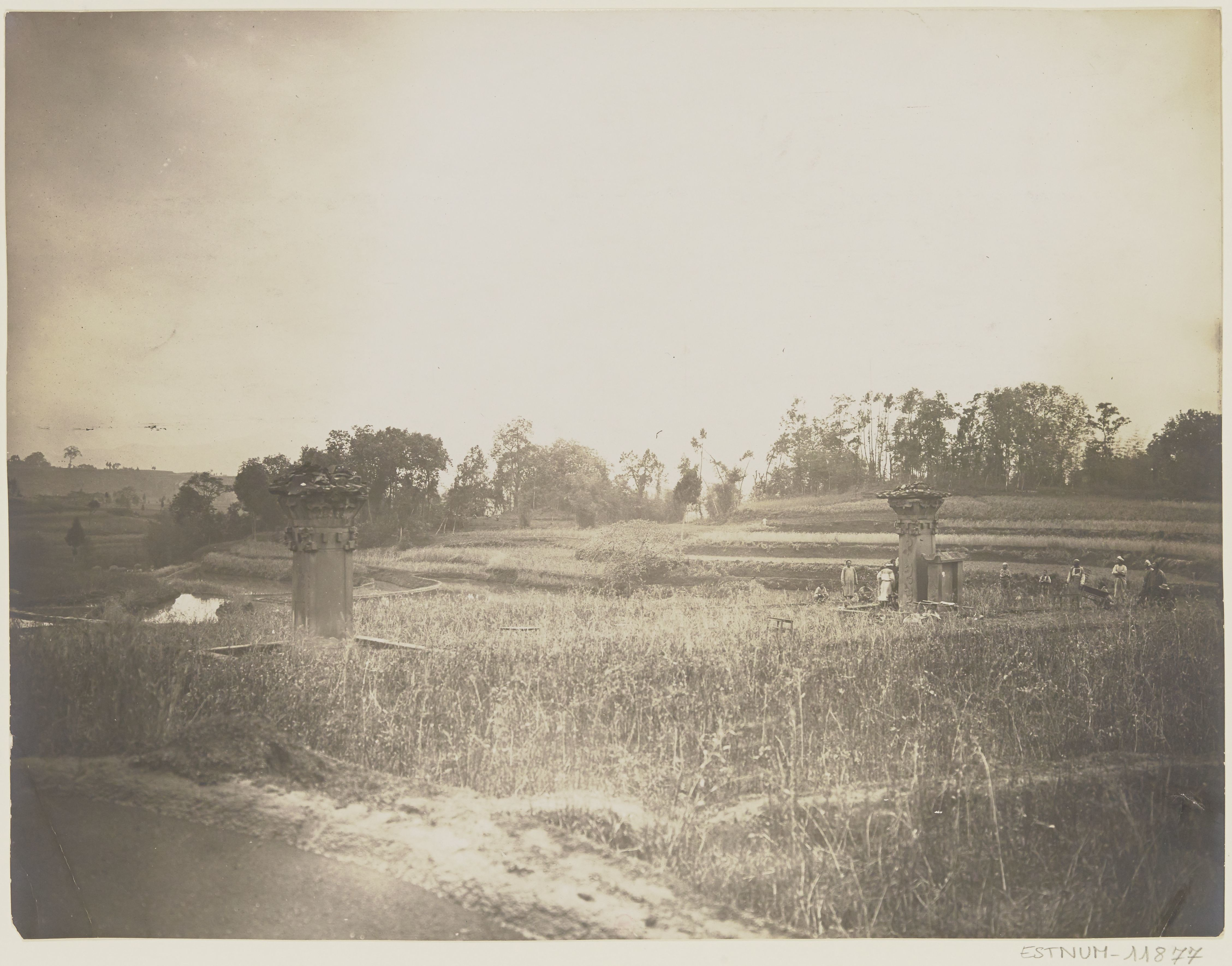
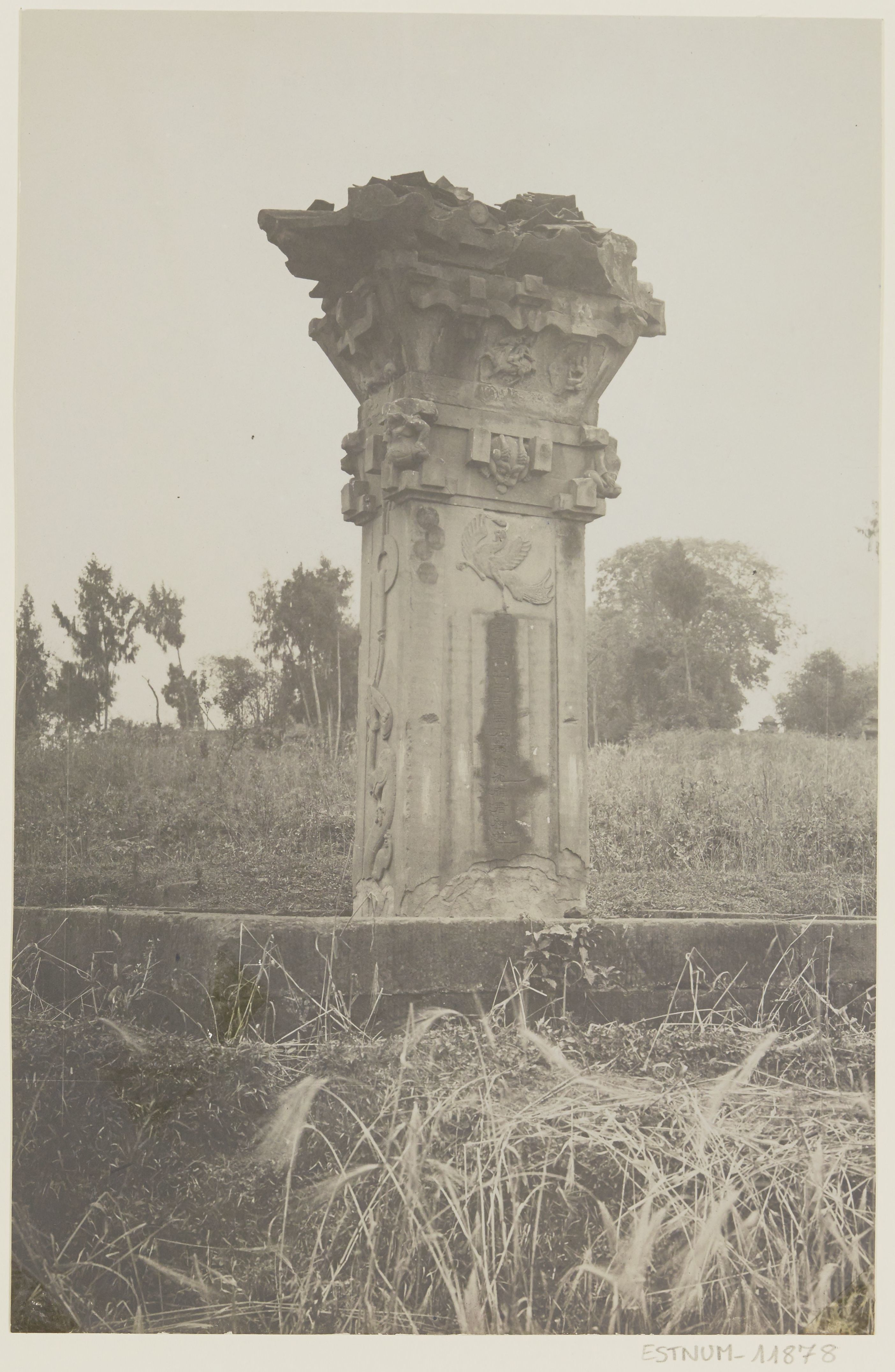
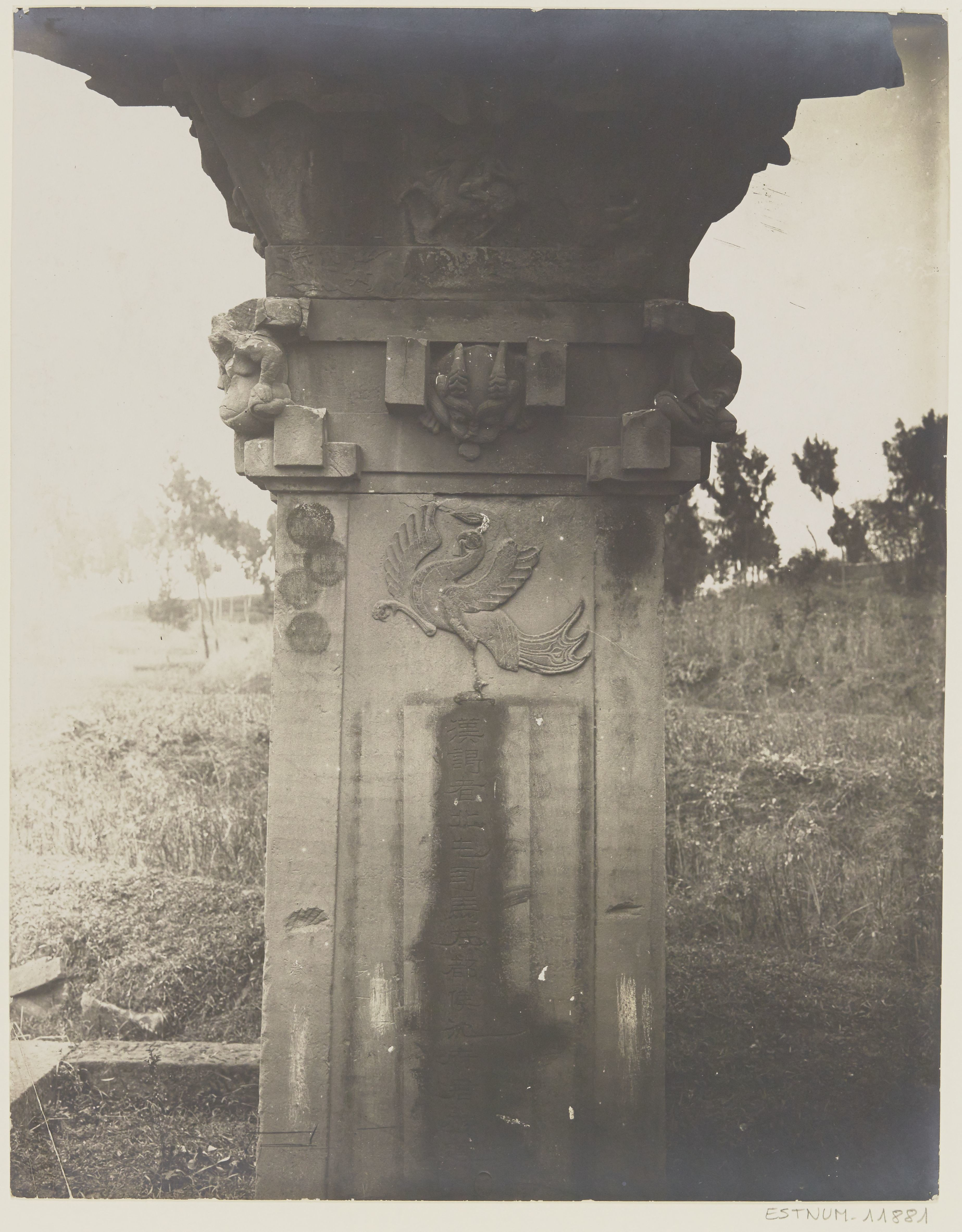
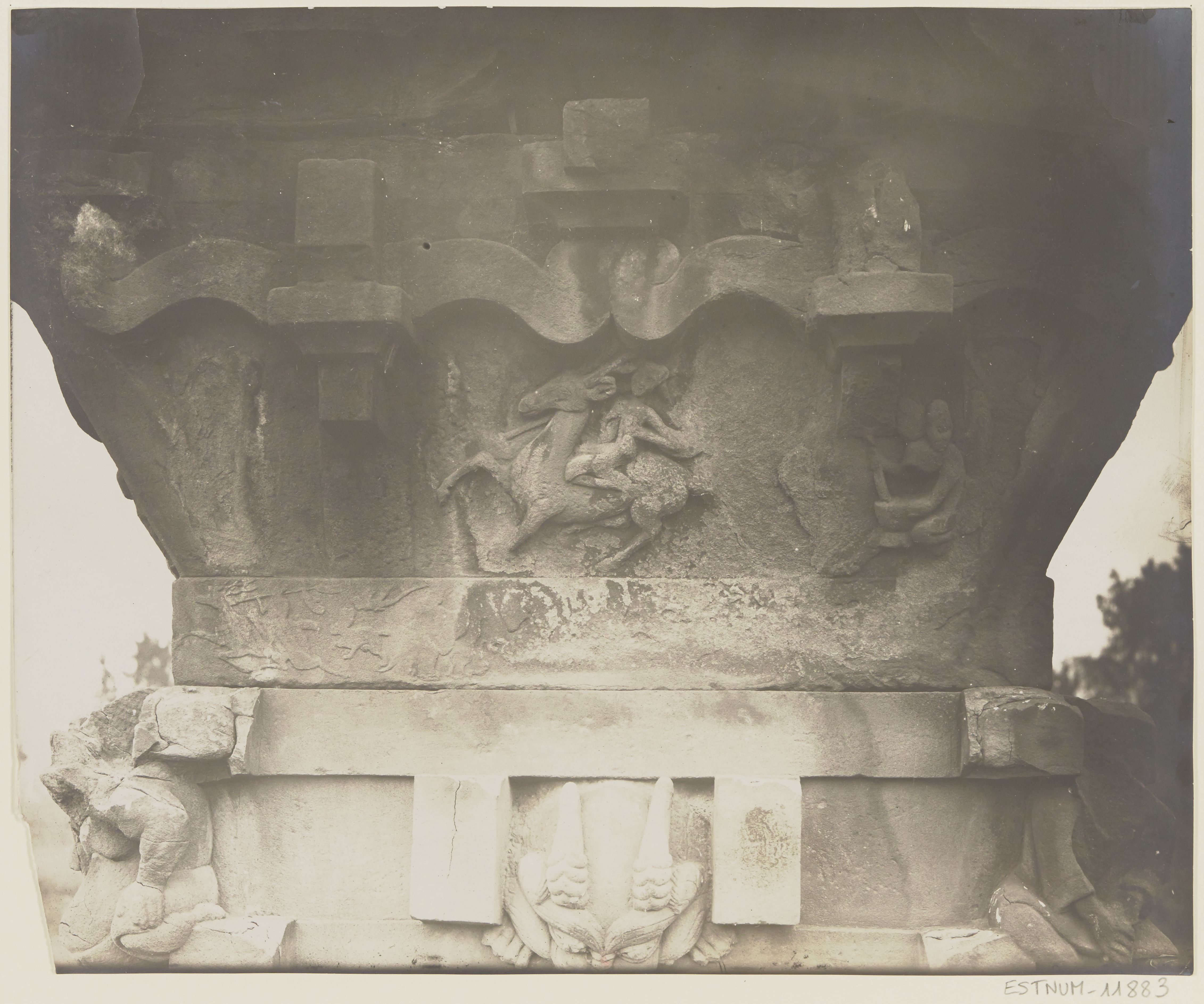
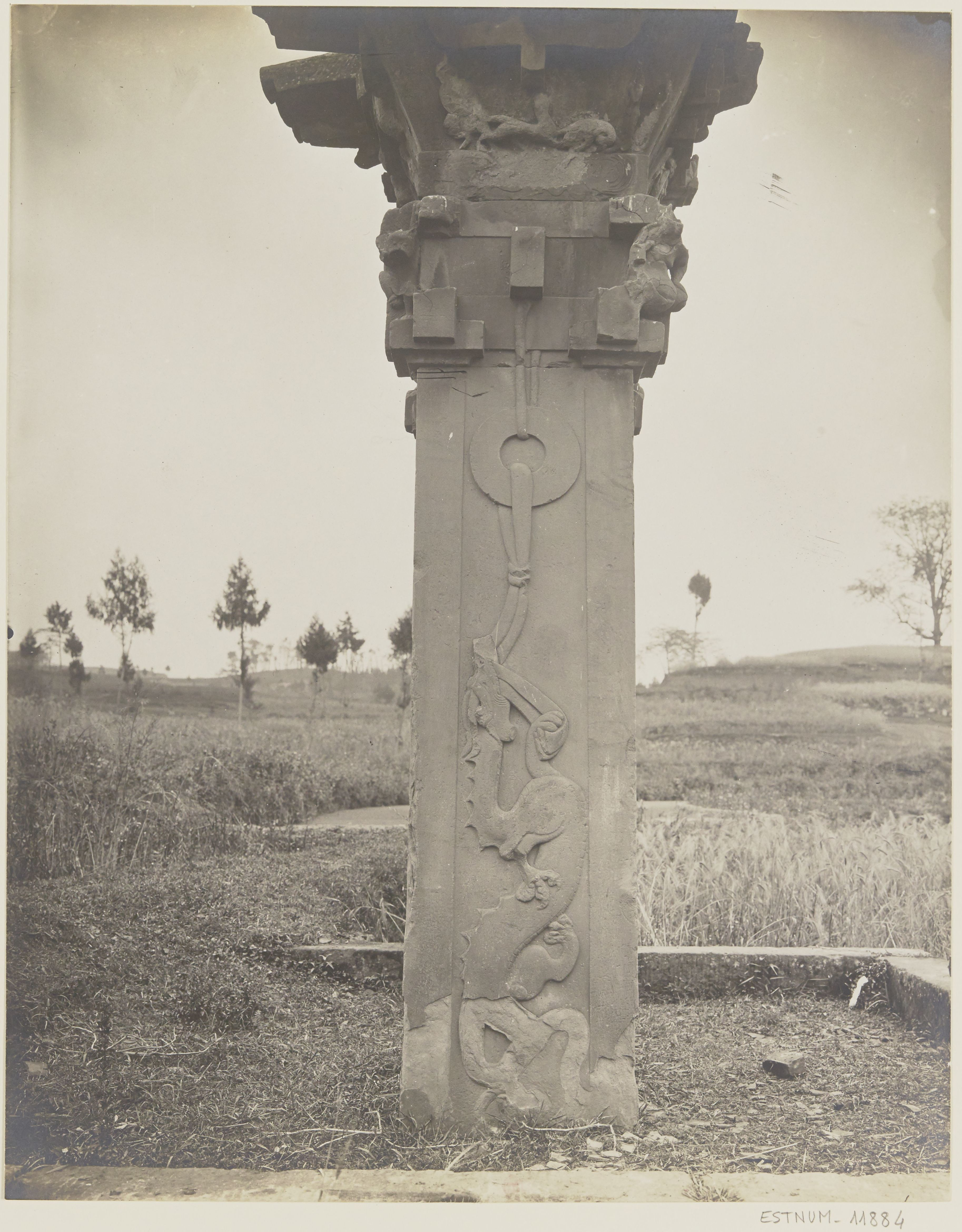
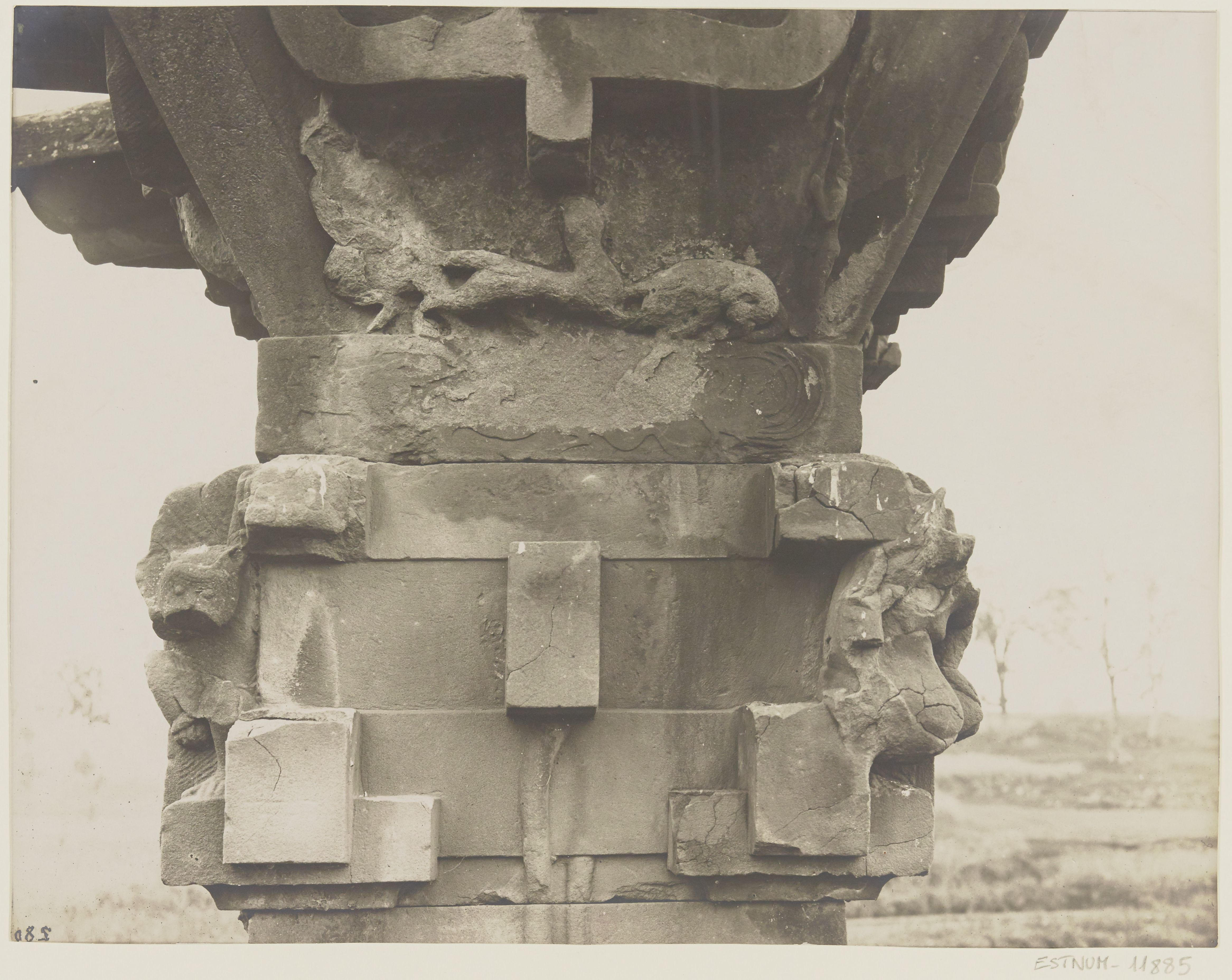
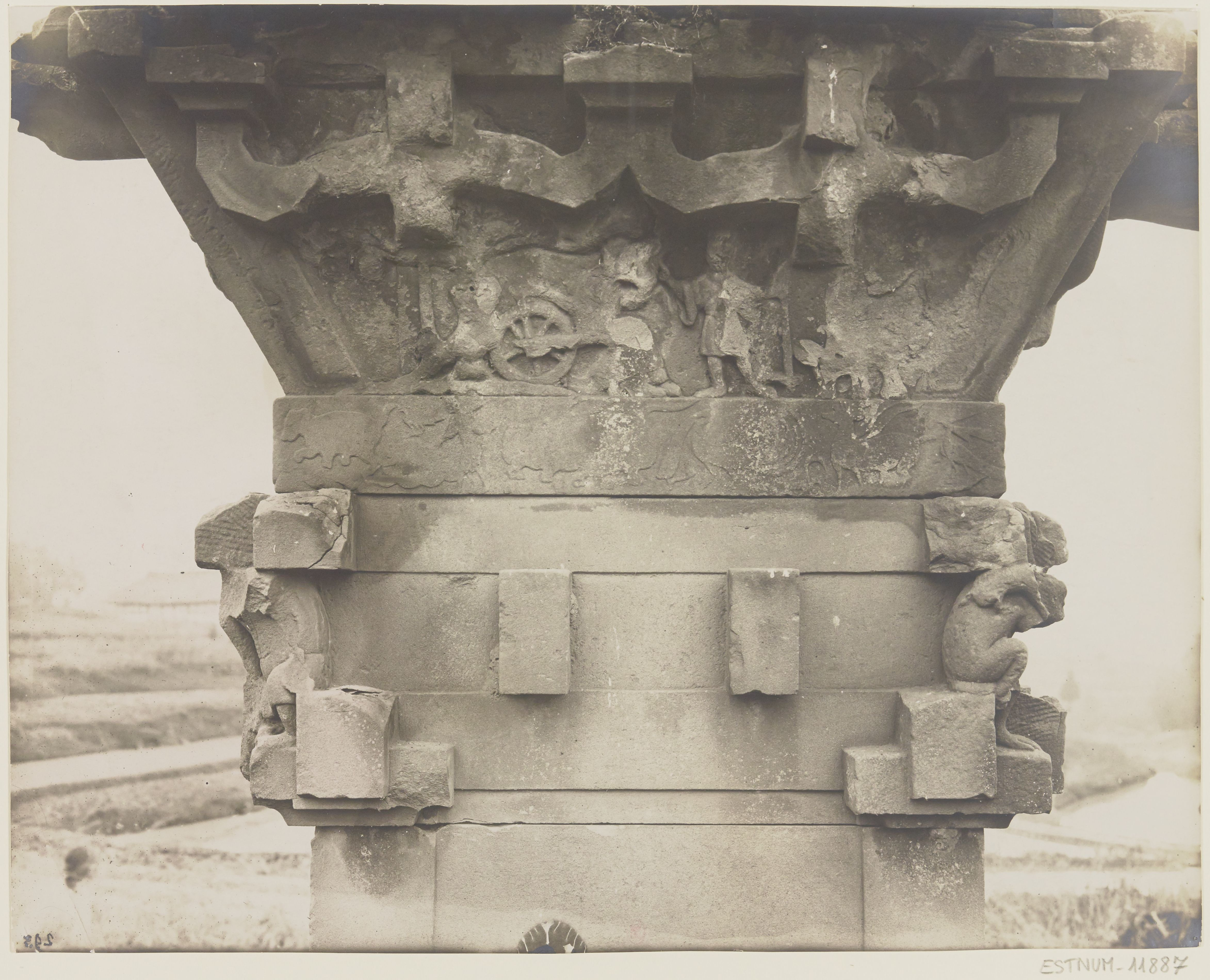
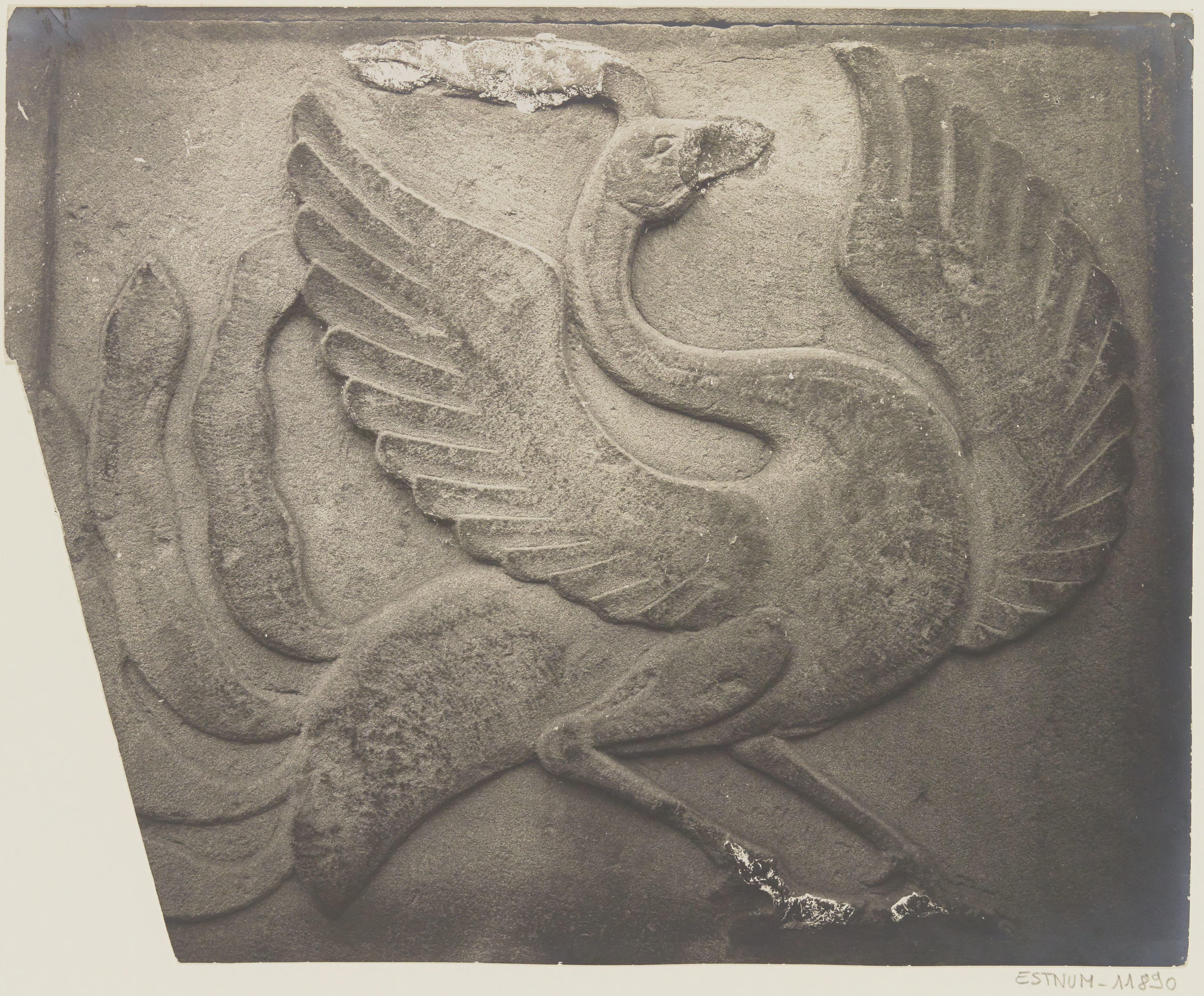
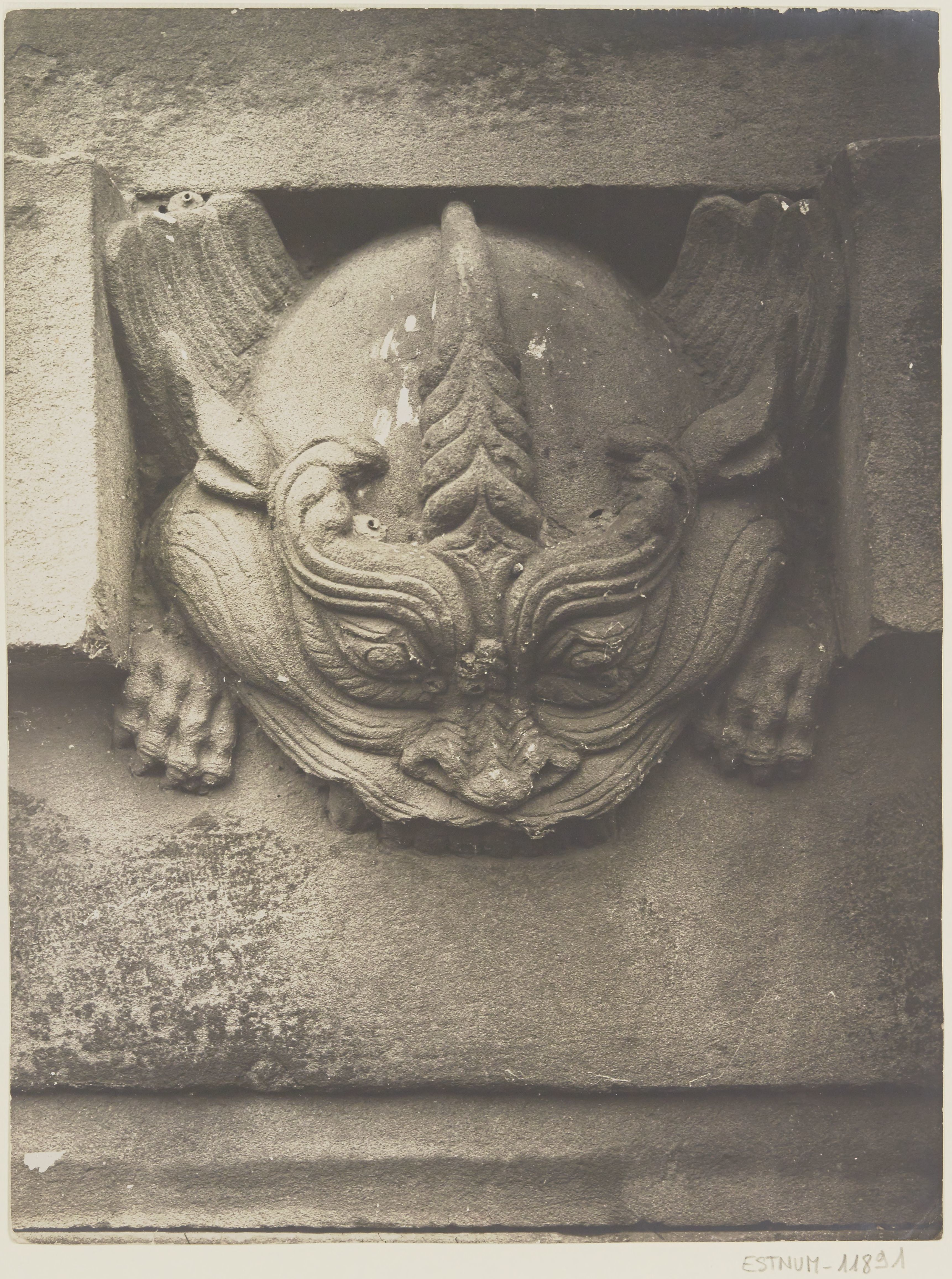
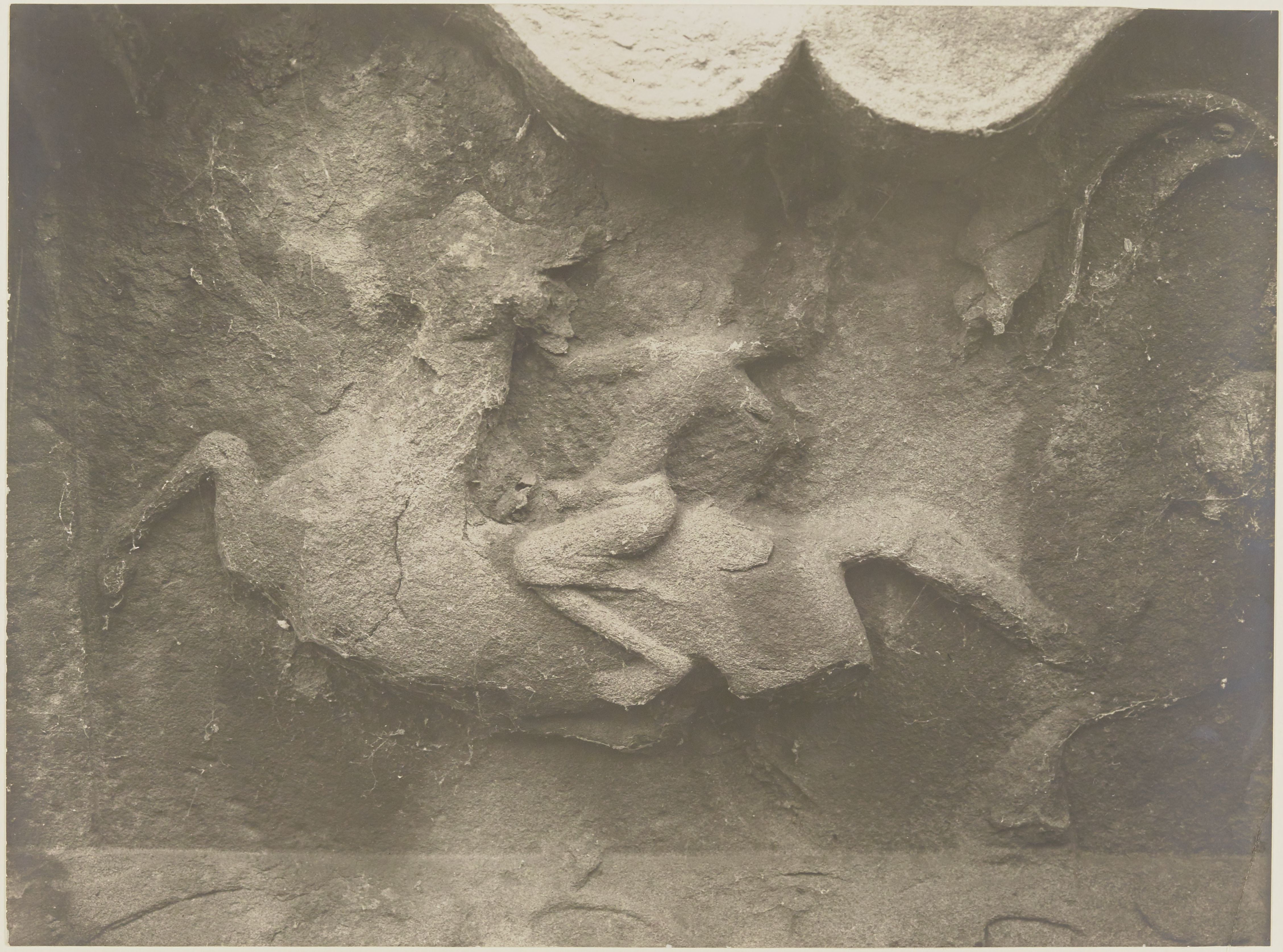
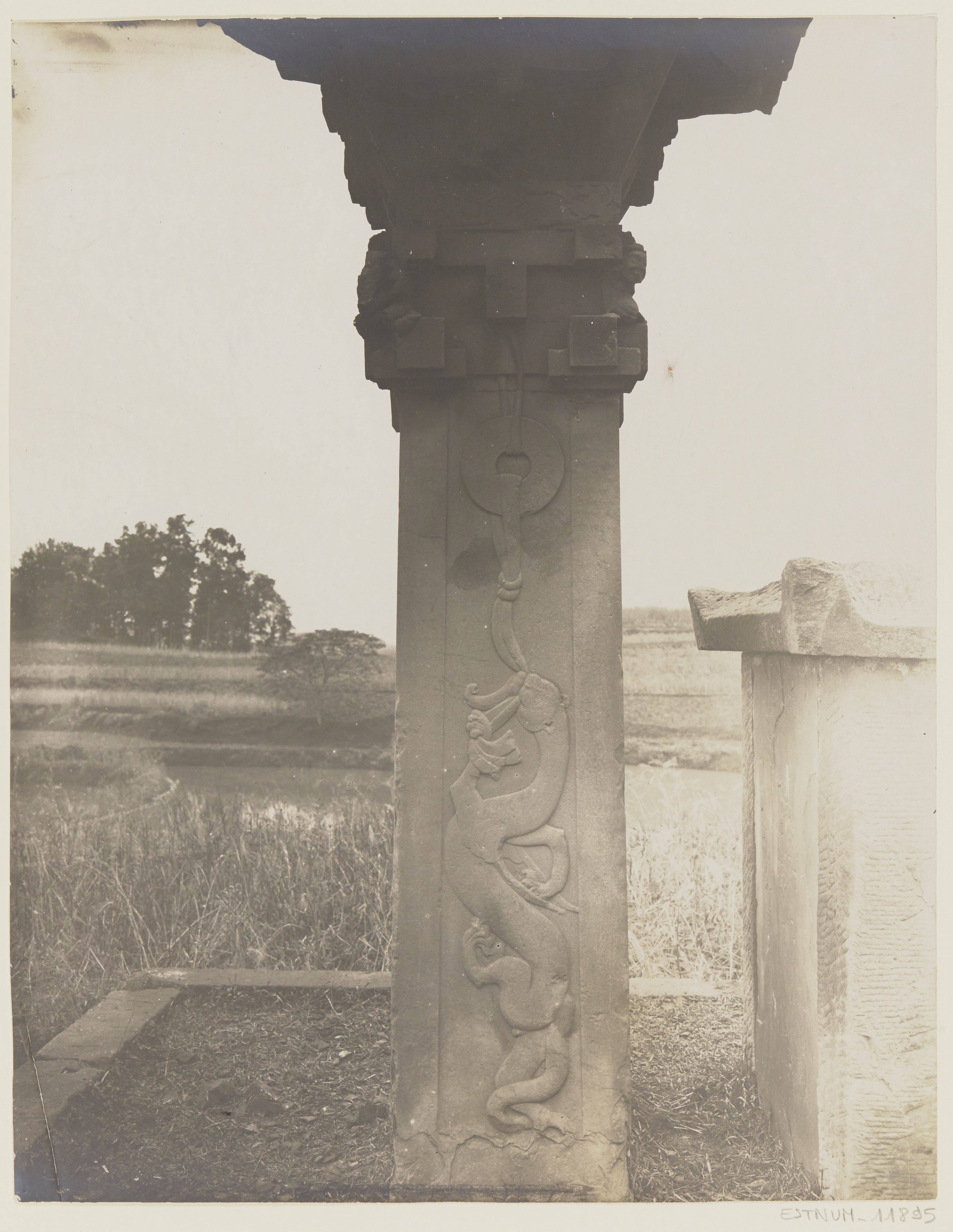
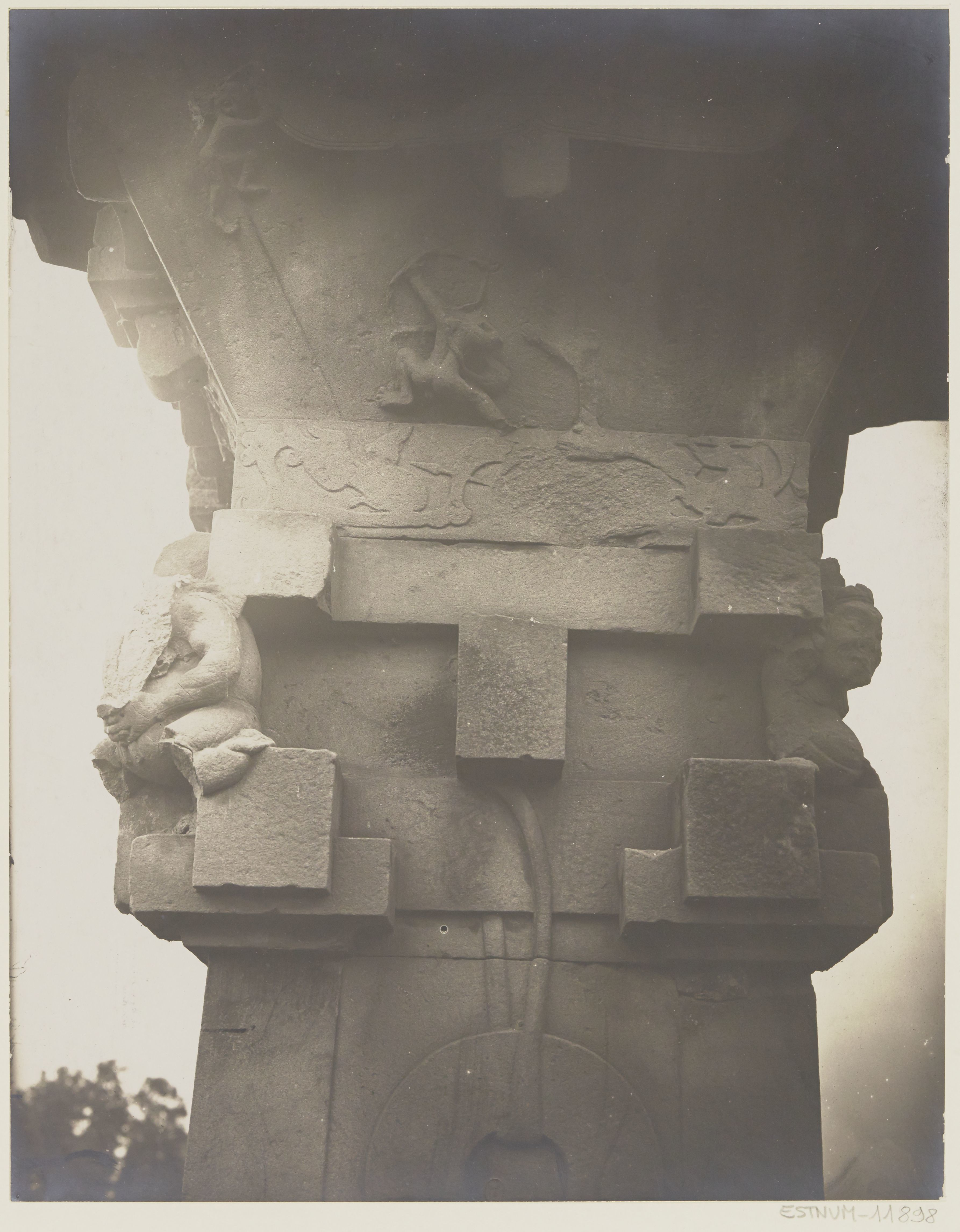
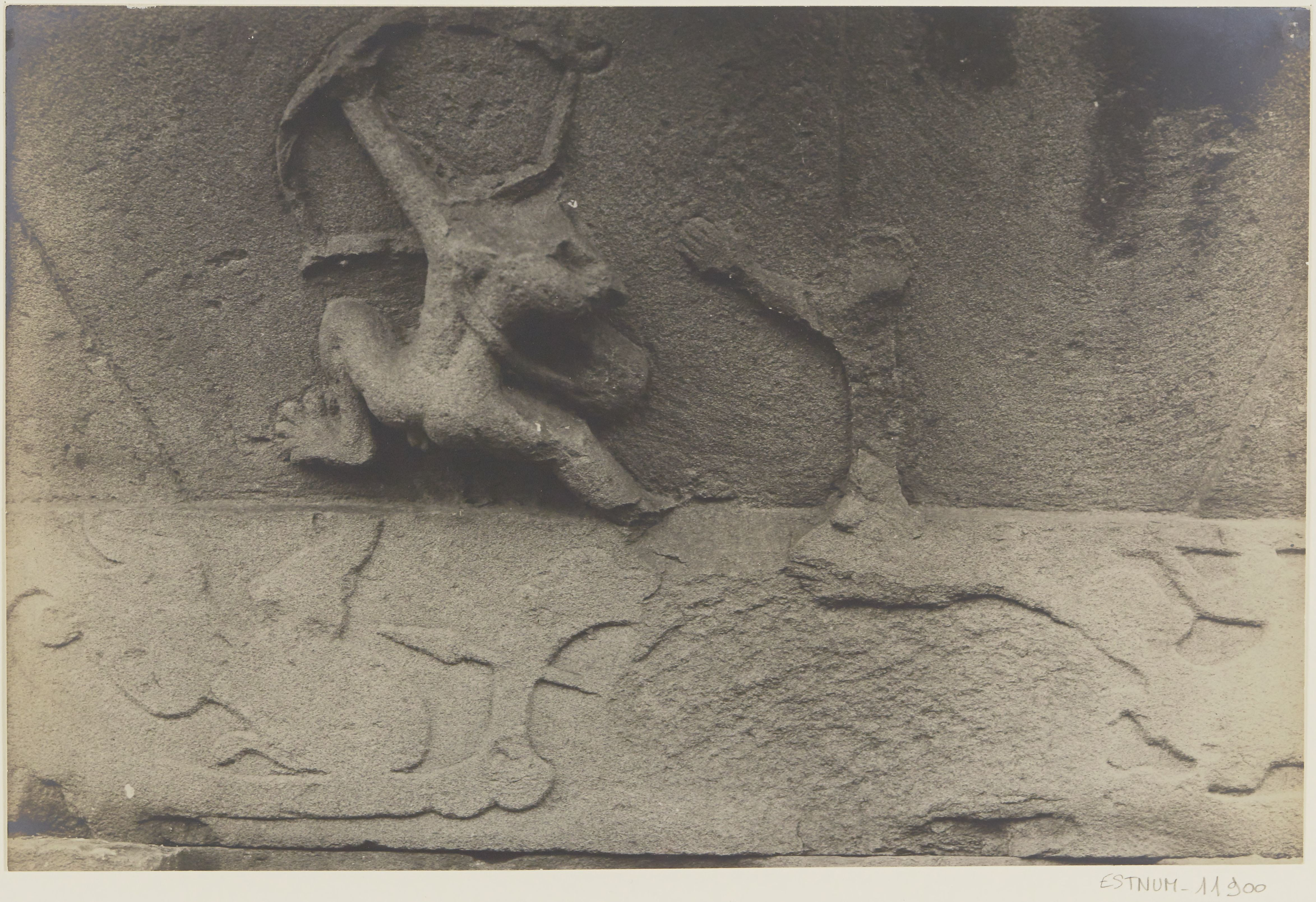